# 桂文燿

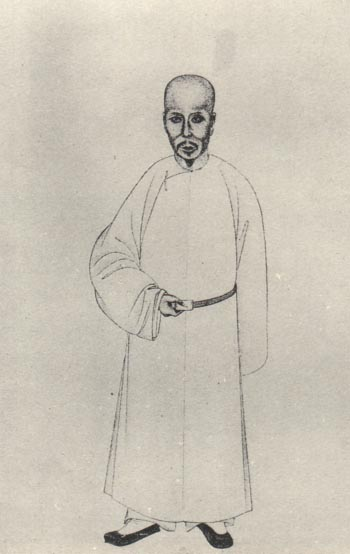

桂文耀（？—1854年），又作桂文燿，字星垣，广东南海縣（今广州）人。清朝政治人物。
道光八年（1828年）鄉試中舉。道光九年（1829年）聯捷己丑科進士，改庶吉士，授翰林院編修。道光十九年，任湖南鄉試副考官，充任国史馆撰修、总撰。歷任湖廣道監察御史，升任常州府知府、蘇州府知府。再升淮海河防兵備道。著有《群经补正》、《席月山房词》、《清芬小草》等。

## 家庭
- 侄：桂坫，光緒二十年（1894年）中進士，曾任浙江严州府知府，国史馆总纂，1915年任广东通志馆总篆。